# Отецький сільський округ
Оте́цький сільський округ (каз. Өтек ауылдық округі, рос. Отекский сельский округ) — адміністративна одиниця у складі Хобдинського району Актюбінської області Казахстану. Адміністративний центр — село Отек.
Населення — 419 осіб (2021; 799 у 2009, 1476 у 1999, 2664 у 1989).
Станом на 1989 рік існували Новоалександровська сільська рада (село Новоалександровка) та Новонадеждинська сільська рада (села Новонадеждинка, Новосельне).  1998 року Новоалександровський сільський округ отримав сучасну назву. 2017 року до складу Отецького сільського округу була включена територія ліквідованого Ісатайського сільського округу (село Жарсай) площею 966,55 км².

## Склад
До складу округу входять такі населені пункти:
| Населений пункт  | Колишні назви     | Населення, осіб (1989) | Населення, осіб (1999) | Населення, осіб (2009) | Населення, осіб (2021) |
| ---------------- | ----------------- | ---------------------- | ---------------------- | ---------------------- | ---------------------- |
| Жарсай, село     | Новонадеждинка    | 1250                   | 560                    | 282                    | 52                     |
| Новосельне, село | -                 | 82                     | -                      | -                      | -                      |
| Отек, село       | Новоалександровка | 1332                   | 916                    | 517                    | 367                    |